# Archángelos (Léros)
Pour les articles homonymes, voir Archangelos.
Archángelos, en grec moderne : Αρχάγγελος, est une île inhabitée au large de l'île de Léros, dans le Dodécanèse en Grèce.